# Macronema chalybeoides
Macronema chalybeoides är en nattsländeart som beskrevs av Georg Ulmer 1951. Macronema chalybeoides ingår i släktet Macronema och familjen ryssjenattsländor. Inga underarter finns listade i Catalogue of Life.